# Nepoții gornistului (film)
Nepoții gornistului este un film istoric dramatic românesc din 1953 regizat de Dinu Negreanu. Rolurile principale au fost interpretate de actorii Andrei Codarcea și Corina Constantinescu. Este urmat de filmul Răsare soarele din 1954. Filmul este bazat pe piesa de teatru omonimă de Cezar Petrescu.

## Prezentare
Filmul prezintă destinul familiei Dorobanțu de-a lungul a trei generații: cea a lui Oprea, gornistul atacului de la Grivita din timpul Războiului de Independență al României, cea a lui Pintea, fiul lui Oprea, participant la Primul Război Mondial și cea a lui Cristea, fiul lui Pintea, din timpul celui de-Al Doilea Război Mondial.

## Distribuție
- Tatiana Iekel ca Mura
- Iurie Darie ca Miron
- Marga Barbu ca Simina
- Liviu Ciulei
- Constantin Codrescu ca Ilieș, fratele lui Cristea
- Corina Constantinescu ca Stanca Dorobanțu
- George Vraca ca industriașul Dobre Răcoviceanu
- Nucu Paunescu ca Andronie Ruja
- Tudorel Popa ca Nolly Răcoviceanu
- Dem Savu ca plutonier
- Toma Dimitriu ca Ivan Piotrici
- Dorina Done
- Florin Scărlătescu ca Ministrul de Interne, Buricescu
- Constantin Ramadan ca Grigore Leahu
- Arcadie Donos
- Andrei Codarcea ca Pintea Dorobanțu / Cristea Dorobanțu
- Ion Henter
- Florica Demion
- Eugenia Bădulescu ca Eliza
- Titus Lapteș ca Vijelie
- Constantin Dinescu
- Willy Ronea ca Hopkins
- Leontina Ioanid ca Maria Dorobanțu, mama lui Pintea
- Dorin Moga
- Ion Gheorghiu ca Tănase Văduva
- Gheorghe Gama
- Paul Sbrentea
- George Groner ca Scripca
- Nana Ianculescu ca Margot, fiica lui Răcoviceanu
- Habibula Ferrat - comisar

## Producție
Filmările au avut loc în perioada 15 august 1952 – 26 ianuarie 1953, cele exterioare având loc în București, Doftana, Predeal, Câmpina și Secăria–Prahova; iar cele interioare pe platourile Tomis, Floreasca și strada Kirov. Cheltuielile de producție s-au ridicat la 4.745.000 lei.

## Primire
Filmul a fost vizionat de 1.733.469 de spectatori în cinematografele din România, după cum atestă o situație a numărului de spectatori înregistrat de filmele românești de la data premierei și până la data de 31 decembrie 2014 alcătuită de Centrul Național al Cinematografiei.

## Veziși
- Listă de filme românești despre cel de-al Doilea Război Mondial
- Listă de filme românești despre Primul Război Mondial